# Hewson Consultants
Hewson Consultants war eine kleine, britische Computerspielfirma, die in den 1980er Jahren für ihre komplexen und grafisch aufwendigen Computerspiele bekannt war. Der Hauptsitz der Firma befand sich bis Ende 1983 in Wallingford (Oxfordshire). Danach zog man aus Platzgründen nach Milton nahe Abingdon (Oxfordshire).

## Geschichte
Hewson Consultants wurde von Andrew Hewson 1984 gegründet. Er fand Interesse an Computern während er im British Museum arbeitete und dort die ersten Heimcomputer aufgestellt wurden. Nachdem er deren Programmierung erlernt hatte, schrieb er das Buch Hints and Tips for the ZX Spectrum. Nachdem das Buch veröffentlicht war, schickten ihm viele Hobbyprogrammierer ihre Programme und Spiele. Dies brachte Hewson auf die Idee, die Programme zu publizieren. Die Firma Hewson Consultants war gegründet und vertrieb die Programme als Mailorder oder durch Anzeigen in entsprechenden Fachzeitschriften.
Die Firma Hewson Consultants wurde im Jahre 1991 geschlossen.

## Bekannte Veröffentlichungen
- Nightflite von Mike Male
- Heathrow Air Traffic Control von Mike Male
- Quest Adventure von Kim Topley – 1983
- 3D Space-Wars von Graftgold (Steve Turner) für ZX Spectrum – 1983
- 3D Seiddab Attack – 1984
- 3D Lunattack – 1984
- Avalon – 1984
- Technician Ted – 1984
- Dragontorc – 1985
- Astro Clone – 1985
- Uridium – 1985
- Paradroid – 1985
- Pyracurse – 1986
- Quazatron – 1986
- Southern Belle – 1986
- Zynaps – 1987
- Exolon – 1987
- Nebulus – 1987
- Zynaps – 1987
- Cybernoid – 1988
- Marauder – 1988
- Cybernoid II: The Revenge – 1988